# نهائي كأس رابطة الأندية الإنجليزية المحترفة 2020
نهائي كأس رابطة الأندية الإنجليزية المحترفة 2020 هو نهائي كأس رابطة الأندية الإنجليزية المحترفة 2019–20. لُعبت المباراة على ملعب ويمبلي في لندن، إنجلترا، في 1 مارس 2020، وتنافس عليها مانشستر سيتي و‌أستون فيلا.
فاز السيتي بالمباراة 2–1 ليحرز لقبه الثالث على التوالي في كأس رابطة الأندية الإنجليزية المحترفة.